# خروس (فیلم ۲۰۲۳)
خروس (انگلیسی: Rooster) (به هندی: Poovan) فیلم هندی مالایالم-زبان، محصول سال ۲۰۲۳ است که کارگردانی آن را وینیت واسودوان بر عهده داشته است. بازیگران اصلی فیلم آنتونی وارگیسه (Antony Varghese)، ساجین چروکایل، وینیت ویشوام و وینیت واسودوان هستند. این فیلم در روز ۲۰ ژانویه ۲۰۲۳ اکران گردید.

## خلاصه داستان
زندگی روزمره مرد جوانی که اختلال خواب دارد، با ورود یک خروس سفید به محله، به هم می‌ریزد.